# دنيس بينينغتون
دنيس بينينغتون (بالإنجليزية: Dennis Pennington)‏ هو سياسي أمريكي، ولد في 18 مايو 1776 في مقاطعة كومبرلاند في الولايات المتحدة، وتوفي في 2 ديسمبر 1854 في مقاطعة هاريسون في الولايات المتحدة. حزبياً، نشط في حزب اليمين. وقد انتخب عضو مجلس ولاية إنديانا وانتخب عضو مجلس نواب إنديانا.